# Tobe Nwigwe
Tobechukwu Dubem "Tobe" Nwigwe (nacido el 8 de marzo de 1987) es un rapero, cantante y actor estadounidense. A partir de 2022, Nwigwe coprotagoniza la serie de televisión Mo de Netflix y recibió una nominación a Mejor artista novel en la 65.ª edición de los Premios Grammy.

## Vida personal
Nwigwe es del vecindario Alief de Houston en el estado estadounidense de Texas.
Él es de ascendencia nigeriana y proviene del grupo étnico Igbo. Fue criado como católico, pero luego comenzó a asistir a iglesias sin denominación.
Jugó fútbol en la escuela secundaria y luego en la universidad en la Universidad del Norte de Texas. La NFL lo estaba considerando para el draft. Sin embargo, una rotura del ligamento de Lisfranc le impidió seguir jugando al fútbol. Luego fundó la organización sin fines de lucro TeamGINI, un nombre derivado de "Gini Bu Nkpa Gi?" que se traduce como "¿Cuál es tu propósito?" en el idioma igbo. TeamGINI tiene como objetivo ayudar a las familias necesitadas brindándoles obsequios que los ayuden a obtener educación financiera e independencia. Después del estímulo del orador motivacional Eric Thomas, Nwigwe comenzó a concentrarse en la música en serio.
Está casado con Martica "Fat" Nwigwe y tienen cuatro hijos.

## Carrera musical
Desde agosto de 2016, ha publicado una canción y un video originales todos los domingos en las redes sociales. Comenzó a conseguir seguidores a través de sus publicaciones y videos de Instagram y YouTube.
Nwigwe colabora con su esposa, Fat (nacida Martica Ivory Rogers). Se unieron mientras trabajaban con TeamGINI, una organización sin fines de lucro de Nwigwe.
Nwigwe apareció en los BET Hip Hop Awards 2018 Cypher. Es un artista destacado en el álbum Paul de PJ Morton, lanzado el 9 de agosto de 2019 por Morton Records y Empire Records.
En 2019, Nwigwe actuó en la serie Tiny Desk Concert de NPR con una banda de acompañamiento. Su música ha atraído mucha atención, incluida Michelle Obama, quien puso su canción "I'm Dope" en su lista de reproducción para hacer ejercicio. En 2020, Nwigwe se volvió viral en las plataformas digitales con su canción "I Need You To (Breonna Taylor)". Dijo que Dios le dio una visión para hacer la canción como un anuncio de servicio público. Interpretó sus canciones "Try Jesus" y "Eat" en los premios BET Hip Hop del 2020. "Try Jesus" alcanzó el número 4 en la lista de ventas de canciones digitales de Billboard R&B.
Nwigwe ha colaborado con muchos otros artistas, incluidos Pharrell Williams, el presentador de televisión Anthony "Spice" Adams, Paul Wall, Chamillionaire, Duckwrth, Big KRIT, D Smoke, Black Thought, Royce Da 5'9", y Penny & Sparrow.
The Pandemic Project de Nwigwe se lanzó en 2020.

## Discografía
- Tobe From The Swat mp3 album (ETA Records, 2017)[30]
- The Originals (LP, Self-released, 2018)[31]
- More Originals (LP, Tobe Nwigwe LLC, 2018)[32]
- Three Originals (LP, Tobe Nwigwe LLC, 2019)[33]
- Fouriginals (LP, Tobe Nwigwe LLC, 2019)[34]
- Tobe From The Swat / The Live Experience (Doble LP, Tobe Nwigwe LLC, 2019)[35]
- Cincoriginals (LP, 2020)[36]
- The Pandemic Project (EP, 2020)[37]
- At the Crib Arrangements (EP, 2021)[38]
- The Monumintal Live Recording (2022)[39]
- moMINTs (LP, 2022)[40]